# Таксимо
Таксимо (рос. Таксимо) — селище міського типу Муйського району, Бурятії Росії. Входить до складу Міського поселення селища Таксімо.
Населення —  8299 осіб (2015 рік).
Селище міського типу засноване 1910 року.